# Jacques Dejean
Pour les articles homonymes, voir Dejean.
Jacques Dejean, né le 13 décembre 1919 à Bordeaux et mort le 7 juillet 2013 à Sainte-Foy-la-Grande (Gironde), est un violoniste français.

## Biographie

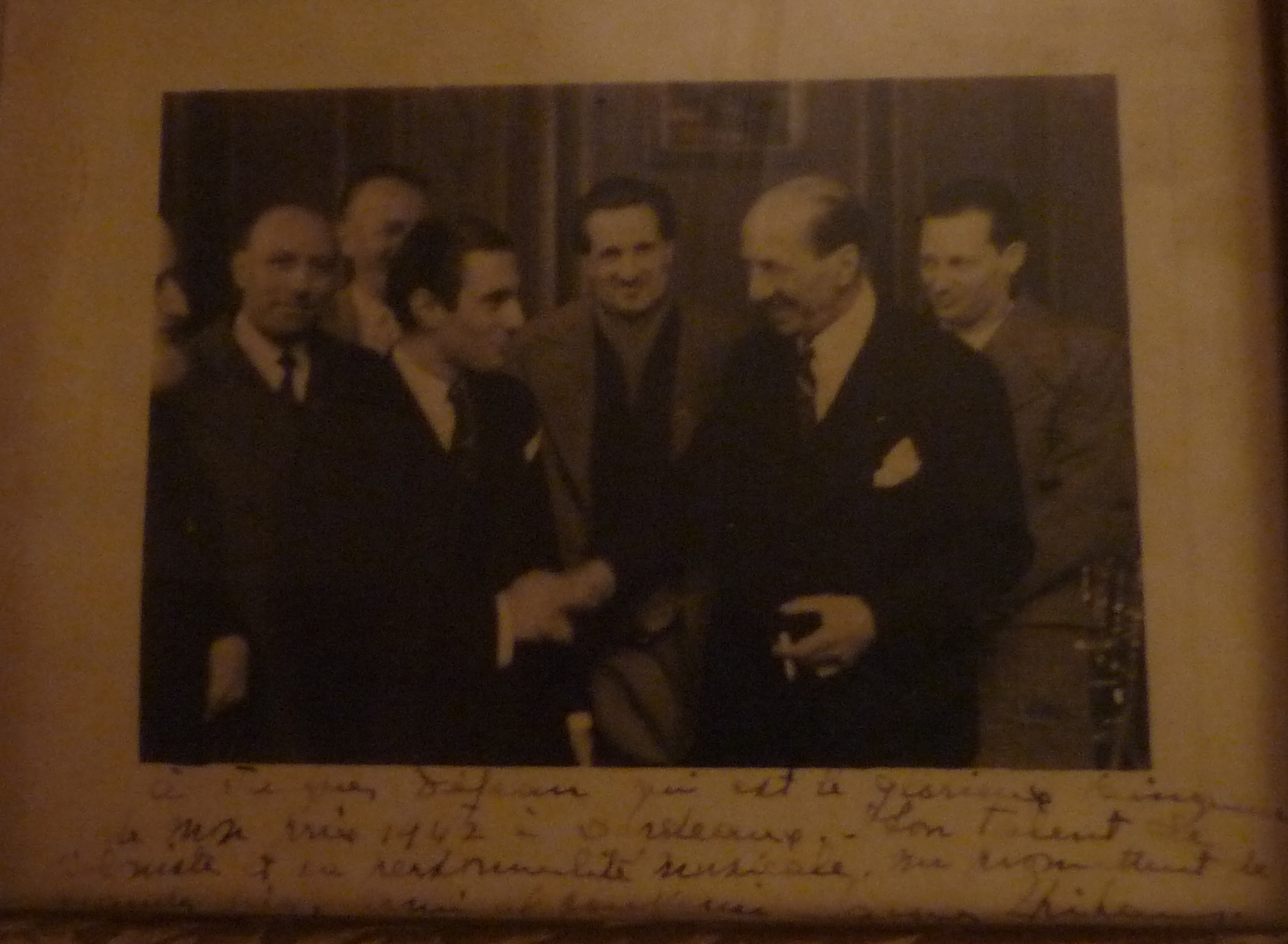
Remise du 1er Prix Jacques Thibaud en 1942,
de gauche à droite : Firmin Touche, Gaston Poulet, André Asselin, Jacques Dejean (lauréat), Jules Boucherit, Jacques Thibaud, Jean Fournier.

Son père, Louis Dejean, était professeur de violon et violoniste au Grand Théâtre de Bordeaux ; sa mère, Rose Fino, d'origine basque, était professeur de piano renommée. Après un premier prix de violon et un premier prix d'alto au Conservatoire de Bordeaux en 1936, Jacques Dejean intègre la classe de Jules Boucherit au Conservatoire de Paris, où il obtient le premier prix de violon, premier nommé. En 1942 il remporte le premier prix du Concours Jacques Thibaud (jury composé de Jacques Thibaud, Jules Boucherit, Gaston Poulet, Jean Fournier, André Asselin et Firmin Touche) l'année de sa fondation à Bordeaux (cf. photo).
Violon solo de nombreux orchestres (Grand Théâtre de Bordeaux, Concerts Colonne, Concerts Lamoureux, Concerts Pasdeloup, Orquesta Sinfónica del Estado de México), il a aussi été membre de plusieurs quatuors à cordes français (Quatuor Tessier, Quatuor Lespine, Quatuor de l'ORTF), avec lesquels il a enregistré et effectué plusieurs tournées mondiales.
Son activité professionnelle a été animée par des rencontres exceptionnelles. En tant que soliste, il a collaboré et enregistré avec des artistes renommés aussi variés que  Paul Paray, Jacques Février, Henryk Szeryng, Lily Laskine, Édith Piaf, Milva, Luciano Berio, Marius Constant, Pierre Boulez, Peter Brook et Jérôme Deschamps. 
Très jeune, il a été professeur aux conservatoires de Bordeaux et de Nantes. Ses cours de déchiffrage au Conservatoire national supérieur de musique de Paris ont été suivis par toute une generation de violonistes et d'altistes. Pédagogue révéré autant pour sa grande culture que pour sa gentillesse, il a porté de nombreux élèves jusqu'au plus haut niveau. 
Son frère jumeau, Pierre Dejean, a été percussionniste et timbalier à la Radiodiffusion française de 1943 à 1974 avant de se consacrer entièrement à une carrière d'artiste peintre.
Jacques Dejean est enterré au Cimetière de La Chartreuse à Bordeaux aux côtés de son oncle André Fino, pianiste, compositeur et dessinateur de grand talent, mort prématurément pendant la Première Guerre.